# Gymnocalycium terweemeanum
Gymnocalycium terweemeanum ist eine Pflanzenart in der Gattung Gymnocalycium aus der Familie der Kakteengewächse (Cactaceae). Das Artepitheton terweemeanum ehrt den dänischen Kakteenliebhaber Herrn Ter Weeme.

## Beschreibung
Gymnocalycium terweemeanum wächst meist einzeln mit dunkelgrünen, kugelförmigen Trieben und erreicht Durchmesser von bis zu 7 Zentimeter. Die acht bis neun niedrigen Rippen sind gerundet. Mitteldornen sind meist nicht vorhanden. Die fünf bis sieben Randdornen werden bis zu 2 Zentimeter lang.
Die weißen oder rosafarbenen Blüten erreichen eine Länge von bis zu 5 Zentimeter. Die grünen Früchte sind eiförmig.
Die Art ist nur ungenügend bekannt.

## Verbreitung und Systematik
Gymnocalycium terweemeanum ist in der argentinischen Provinz Mendoza verbreitet. 
Die Erstbeschreibung als Echinocactus platensis var. terweemeanus erfolgte 1930 durch A. Teucq und G. D. Duursma. Wolfgang Borgmann und Jörg Piltz stellten die Art 1997 in die Gattung Gymnocalycium. Ein weiteres nomenklatorisches Synonym ist Gymnocalycium quehlianum var. terweemeanum (Teucq ex Duursma) H.Till & Amerh. (2007).

## Nachweise